# Aquilegia ochotensis
Aquilegia ochotensis är en ranunkelväxtart som beskrevs av V.N. Voroshilov. Aquilegia ochotensis ingår i släktet aklejor, och familjen ranunkelväxter. Inga underarter finns listade i Catalogue of Life.